# Alfredo Hernández Barrientos
Alfredo Nicolás Hernández Barrientos (Ancud, 20 de abril de 1912 - Santiago de Chile, 23 de octubre de 2012) fue un político socialista chileno. Fue elegido diputado en los periodos de 1953 a 1957 y de 1957 a 1961.

## Biografía

### Estudios y trabajo
Nació en Ancud, hijo de Ventura Hernández Vargas y Rosario Barrientos. Estudió en la Escuela Pública de Ancud, desde 1919 a 1925, y en Punta Arenas. Posteriormente, ingresó al Liceo de Santiago, desde 1954 a 1956.
Se desempeñó como obrero de la construcción. Fue director de Hotelera del Estado, filial Corfo (HONSA), desde 1970 a 1973.

### Trayectoria política
Militante Socialista, desde 1935. Dirigente sindical durante 17 años en Punta Arenas. Ejerció los siguientes cargos en el Comité Central del PS: secretario seccional y regional, regional Magallanes. Presidente de la campaña presidencial del general Carlos Ibáñez del Campo en la provincia en 1952 por el PSP. Jefe administrativo del Partido Socialista en Santiago, desde 1961 a 1970. Jefe de la Brigada de ex - parlamentarios de la colectividad, durante la dictadura y encargado de la coordinación en la clandestinidad. 

### Gestión parlamentaria
Fue elegido diputado por la 26ª Agrupación Departamental de Magallanes, Última Esperanza, y Tierra del Fuego, en los periodos de 1953 a 1957 y de 1957 a 1961 por el Partido Socialista Popular y Partido Socialista de Chile respectivamente. Integró las comisiones de Economía, Trabajo y Legislación Social. En su último periodo formó parte de la comisión de Vías y Obras Públicas.
Como homenaje a su trayectoria parlamentaria y en ocasión del cumplimiento de su centenario, el 26 de mayo de 2012 Alfredo Hernández Barrientos recibió un reconocimiento de parte de la Cámara de Diputados de Chile, encabezada por el diputado Nicolás Monckeberg. Cinco meses después, el 23 de octubre de 2012 falleció en su departamento en Santiago producto de complicaciones de una bronconeumonía.